# Santa Bárbara Tlacatecpan
Santa Bárbara Tlacatecpan es uno de los trece pueblos pertenecientes al municipio de Cuautitlán Izcalli, en Estado de México.

## Historia
Su principal recinto católico, el Templo de Santa Bárbara, data del siglo XVII. Su fachada está construida con piedra volcánica y es auténticamente indígena. Al interior se encuentran cuatro columnas de estilo churrigueresco salomónico, así como un retablo dedicado a Nuestra Señora de Guadalupe decorado con pinturas de distintos autores en la parte superior, y al centro se halla un óleo que representa la coronación de María Santísima, pintado por el artista Pedro A. Prado. La anterior obra fue realizada en 1620, mientras que el cuadro de la Virgen de Guadalupe fue elaborado por un autor desconocido en 1784.
Las fiestas patronales del pueblo ocurren del 1 al 4 de diciembre en honor a Santa Bárbara Virgen y Mártir.
Contando con un aproximado a los 125 campos de fútbol, es una entidad conocida por la práctica y el gusto a este deporte entre jóvenes y adultos.

## Economía
El poblado destaca por su venta y elaboración de productos lácteos, como quesos, mantequilla, crema y yogures. También es un lugar donde se práctica la agricultura y la ganadería.